# Ōshio Heihachirō
Ōshio Heihachirō (大塩 平八郎?   4 de marzo de 1793 - Osaka, 1 de mayo de 1837) fue un antiguo funcionario feudal japonés (yoriki), erudito neoconfucianista de la escuela Yōmeigaku y líder de la fallida rebelión contra el shogunato Tokugawa de 1837.

## Primeros años
Heihachirō nació de una familia de samuráis y obtuvo hereditariamente la posición de yoriki a los 13 años, y eventualmente se volvió capitán de policía (machikata yoriki) de Osaka, siendo subordinado directo del magistrado municipal de la ciudad (Osaka machi-bugyō). Durante la era Edo, Japón estaba teniendo un período de relativa paz durante casi dos siglos, por lo que muchos samuráis que no estaban en las esferas de poder militar, quedaban en puestos administrativos, supervisando dichas labores ante el señor feudal (daimio); por lo que en el caso de Heihachirō si bien estaba en una posición administrativa importante, tenía un rango relativamente bajo.
A la edad de 15 años descubrió sobre un ancestro samurái que tuvo una labor humillante como escribano en la compañía de carceleros y funcionarios municipales. Dicho descubrimiento lo motivó a buscar las enseñanzas del neoconfucianismo, una corriente filosófica proveniente de China, más racional y humanista que el confucianismo y que era reconocido por el shogunato como una norma moral para controlar a la población.

## Incursión alYōmeigaku
A los 24 años, leyó un libro de máximas morales del filósofo chino Lu Kun, y le hizo concluir que su búsqueda de conocimiento había sido mal guiada. Por ello, Heihachirō siguió investigando y descubrió los escritos del maestro de Lu, Wang Yangming. Yangming había fundado en el siglo XVI una corriente diferente del neoconfucianismo llamado en Japón como Yōmeigaku (陽明学?), que apela más a la intuición que a la razón.
Heihachirō adquirió notabilidad como jefe policial y pudo resolver tres casos de alta complejidad. Sin embargo, en 1830, abrumado por la resolución de dichos casos, decidió renunciar a su cargo y se comprometió a enseñar el Yōmeigaku en su residencia, que se convirtió en una academia privada llamada Senshindō (洗心洞?). Luego en 1833 escribió su principal obra filosófica Senshindō Sakki (洗心洞箚記?), una compilación de sus enseñanzas, y buscaba que los funcionarios fuesen devotos de todo corazón en el bienestar del pueblo.
No obstante, en 1833 Japón estaba comenzando a sufrir los efectos de la gran hambruna de Tenpō, y el shogunato estaba actuando de manera ineficaz la situación. Las reducción en la producción de arroz condujo a que los campesinos del área de Osaka se mudaran a la ciudad, mientras que los comerciantes inflaron el precio del arroz, triplicándose desde 1830 hasta 1837. Ante la escasez, los habitantes de Osaka comenzaron a morir de hambre y sufrir epidemias.
Heihachirō, a través de su hijo adoptivo, intentó dar consejos tanto al Osaka machi-bugyō como al Edo machi-bugyo, quien era hermano del Rōjū Mizuno Tadakuni y se encontraba de visita en Osaka, pero fue rechazado brutalmente por el magistrado de Edo. Luego se reunió con los comerciantes y solicitó un préstamo de 60 mil ryō, que sería distribuido a la gente pobre, también sin éxito. Finalmente, debió vender sus libros y del 12 al 14 de febrero de 1837 estuvo dando limosnas a los pobres.

## La rebelión

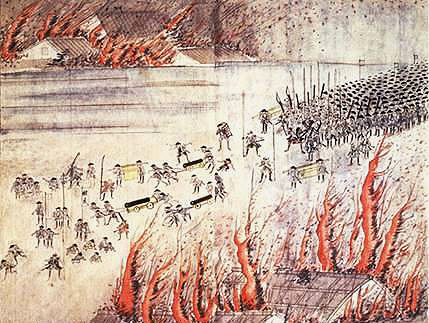
Osaka en llamas durante la rebelión.

Debido a la situación de impotencia, Heihachirō sintió que la única forma de lograr un cambio en la situación y salvar a los pobres, era a través de una rebelión. Durante el invierno de 1837 comenzó a entrenarse en tiro, confió en unos pocos guardias que estarían dispuestos a conspirar, y por último consiguió municiones. Heihachirō también planificó la fecha del inicio de la revuelta, que sería el 23 de marzo, cuando dejaría el cargo el  Osaka machi-bugyō saliente.
No obstante, uno de los conspiradores traicionó y divulgó la trama ante las autoridades. Al enterarse Heihachirō de la traición, dispuso adelantar el inicio de la rebelión unas horas antes para causar la sorpresa a la tropas del shogunato. En la mañana del 23 de marzo incendió su casa, siendo la señal de inicio y junto con los conspiradores avanzaron por Osaka, haciendo tiros al aire, levantando banderolas con inscripciones que invocaban a los dioses y entregando panfletos. Al final, unos 300 hombres modestamente armados se unieron a la causa. Los rebeldes comenzaron a crear incendios en varias partes de la ciudad y este duró hasta el día siguiente, dejando alrededor de 18 mil viviendas destruidas por el fuego.
Las tropas del shogunato en Osaka, sin embargo, actuaron rápidamente y acabaron con la rebelión en apenas un día, ocupando la ciudad. Veintitrés de los conspiradores fueron capturados o muertos y Heihachirō se mantuvo escondido alrededor de un mes. Luego, al ver que la policía feudal ya lo tenía rodeado, decidió prender fuego a la casa donde estaba refugiado, falleciendo junto con su hijo.

## Impacto

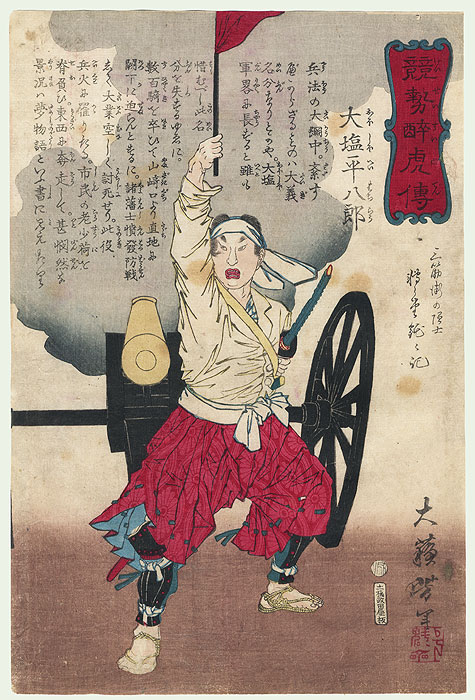
Grabado de Ōshio Heihachirō por Yoshitoshi.

El impacto inmediato de la rebelión fue pequeño y severamente reprimido, a tal punto que se juzgó post mortem en otoño de 1838 a 17 conspiradores, incluyendo a Heihachirō, y condenados a la crucifixión.
No obstante, la fallida rebelión sembró una semilla de descontento popular hacia el shogunato Tokugawa, quien probó ser ineficaz en la solución de crisis, y Heihachiro comenzó a ser visto como un héroe. Debido a la continuidad de la hambruna, surgieron otras pequeñas rebeliones como la de Ikuta Yorozu (3 de julio de 1837), y las ocurridas en las provincias occidentales de Settsu y Bingo, todas inspiradas en lo hecho por Ōshio Heihachirō. Sólo con el fin de la hambruna en 1838, se apaciguó el descontento popular.
Sus ideas y sus errores tácticos fueron estudiados por el movimiento antishogunato que se desarrolló posteriormente a finales de la década de 1850 y en la década de 1860, durante el Bakumatsu. También el ideal de Heihachirō marcó influencia en el incidente de Yukio Mishima en 1970, quien intentó hacer un golpe de Estado con el fin de recuperar los poderes políticos al Emperador de Japón, previo a la Segunda Guerra Mundial.

## Lectura recomendada
- Song, Whi-chil (1982).  University of Southern California, ed. "Yōmeigaku" as a philosophy of action in Tokugawa Japan: Ōshio Heihachirō (1793-1837) and his rebellion in 1837 (PDF) (en inglés). DP30294.pdf. (enlace roto disponible en Internet Archive; véase el historial, la primera versión y la última).